# Vidjajaure
Vidjajaure är en sjö i Gällivare kommun i Lappland och ingår i Kalixälvens huvudavrinningsområde. Sjön har en area på 4,02 kvadratkilometer och ligger 852 meter över havet. Vidjajaure ligger i Torne och Kalix älvsystem Natura 2000-område.

## Delavrinningsområde
Vidjajaure ingår i det delavrinningsområde (752611-159882) som SMHI kallar för Utloppet av Vidjajaure. Medelhöjden är 977 meter över havet och ytan är 15,79 kvadratkilometer. Räknas de 8 avrinningsområdena uppströms in blir den ackumulerade arean 75,87 kvadratkilometer. Kaitumjåkka som avvattnar avrinningsområdet har biflödesordning 2, vilket innebär att vattnet flödar genom totalt 2 vattendrag innan det når havet efter 437 kilometer. Avrinningsområdet består mestadels av kalfjäll (75 procent). Avrinningsområdet har 4,02 kvadratkilometer vattenytor vilket ger det en sjöprocent på 25,5 procent.